# Гловинковский, Иосиф Антонович
Иосиф Антонович Гловинковский (19 марта 1872 — 26 января 1963) — пекарь, депутат Государственной думы I созыва от Калишской губернии.

## Биография
По происхождению польский крестьянин, католик. Из мещан Слупецкого уезда Калишской губернии. Окончил двухлетнюю начальную школу и хозяйственные курсы. Работал в пекарне. Владел земельным наделом площадью 13 моргов, сельский хозяин. С 1900 года состоял в Национально-демократической партии. Участвовал в борьбе за полонизацию делопроизводства гминной администрации и польской школы. За создание крестьянских просветительских организаций и агитацию за распространению польского языка в школах и гминах был арестован и подвергся заключению в Калишскую тюрьму.
20 апреля 1906 избран в Государственную думу I созыва от общего состава выборщиков Калишского губернского избирательного собрания. Состоял в группе Автономистов, вошёл в Польское коло. Активно в деятельности Думы не участвовал. Подписал заявление 27 членов Государственной Думы от Царства Польского об отношении его к Российской империи по прежнему законодательству и по Основным государственным законам 23 апреля 1906.
После роспуска Думы вернулся к работе пекарем. После провозглашения независимости Польши политической деятельностью не занимался.